# Rodrigo Aliendro
Rodrigo Aliendro (ur. 16 lutego 1991 w Merlo) – argentyński piłkarz występujący na pozycji środkowego pomocnika, od 2022 roku zawodnik River Plate.